# Lior Cohen
Lior Cohen (Rishon LeZion, 26 maggio 1985) è un'attrice, cantante e ballerina israeliana.

## Biografia
Lior Cohen ha studiato alla Gan Nahum Gymnasium e si è laureata nel 2012 alla scuola di recitazione Derech.
La sua carriera inizia nel 2011, interpretando Noya nella serie televisiva Che mi dici dello squalo? con soli due giorni di preavviso dalle riprese. Dal 2012 al 2014 ha invece interpretato il ruolo di Nina Brown nella serie televisiva Galis Summer Camp, tornando nel 2016 a cantare una canzone nell'ultima puntata.

## Filmografia
- Che mi dici dello squalo? – serie TV (2011)
- Autostop – serie TV (2011)
- Staaam! – programma televisivo (2012)
- Galis Summer Camp – serie TV (2012-2014)

## Teatro
- Nemo Adventures (2012)
- Galis - The Show (2013)
- Amy e Tammy: Dolce avventura (2014)
- Biyush (2018)